# ماتيا بين
ماتيا بين (بالإيطالية: Mattia Pin)‏ هو لاعب كرة قدم إيطالي في مركز الهجوم، ولد في 17 فبراير 1988 في روما في إيطاليا. لعب مع نادي بارما ونادي ساسولو.